# Amt Dömitz-Malliß
Amt Dömitz-Malliß – niemiecki związek gmin leżący w landzie Meklemburgia-Pomorze Przednie, w powiecie Ludwigslust-Parchim Siedziba związku znajduje się w mieście Dömitz. Najbardziej na południe położony związek gmin w Meklemburgii-Pomorzu Przednim.
Związek powstał 13 czerwca 2004 r. z połączenia dwóch innych związków: Dömitz i Malliß.
W skład związku wchodzi siedem gmin:
1. Dömitz
2. Grebs-Niendorf
3. Karenz
4. Malk Göhren
5. Malliß
6. Neu Kaliß
7. Vielank

## Współpraca międzynarodowa
Związek współpracuje w Polsce z gminą Białogard, w powiecie białogardzkim, w województwie zachodniopomorskim.